# 馬金塞尼斯峰
71°35′S 164°29′E / 71.583°S 164.483°E
馬金塞尼斯峰（英語：Markinsenis Peak），是南極洲的山峰，位於維多利亞地的彭內爾海岸，處於麥卡恩冰川南面，屬於鮑爾斯山脈的一部分，海拔高度1,790米，美國地質調查局根據測量和該國海軍的空中照片繪入地圖，現時由南極條約體系管理。

## 外部連結
. . United States Geological Survey.   [2013-08-09].